# Freya Allan
Freya Allan (Oxfordshire, 6 de setembre de 2001) és una actriu anglesa, més coneguda pel seu paper principal de Princesa Ciril·la de Cintra a la sèrie de Netflix The Witcher. També va interpretar la jove Sam en la pel·lícula del 2021 Gunpowder Milkshake i la versió jove de La Vídua a la sèrie de televisió Into the Badlands.

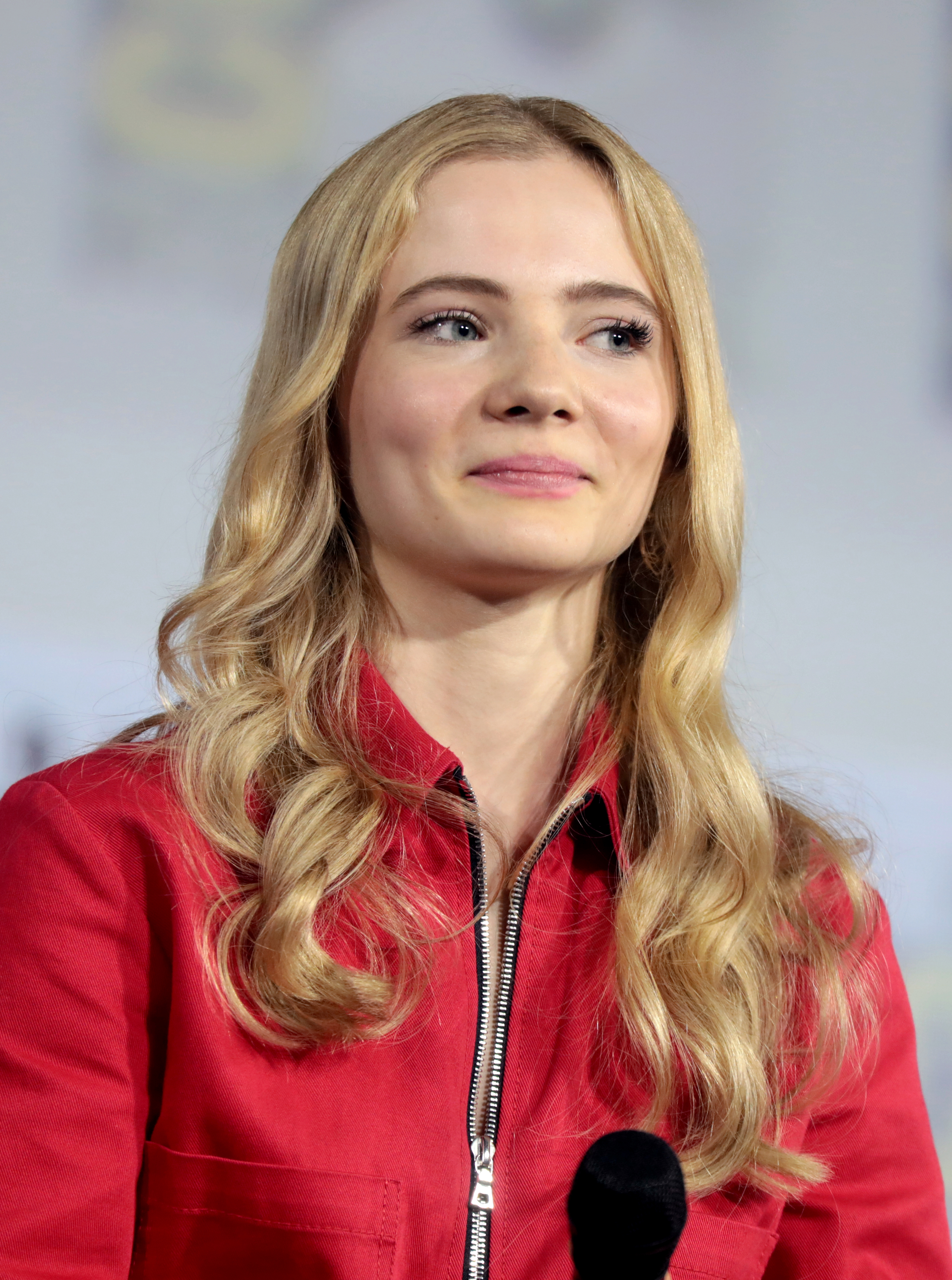
Allan el 2019 a la San Diego Comic-Con

## Primers anys i educació
Freya Allan va néixer a Oxfordshire, Anglaterra, i va assistir a la Headington School d'Oxford. Freya va continuar la seva educació artística a l'Escola Nacional de Cinema i Televisió a Beaconsfield, Buckinghamshire, on, com a part dels seus estudis d'actuació, va protagonitzar els dos curtmetratges de Bluebird i The Christmas Tree. Allan va estudiar a la Universitat d'Arts de Bournemouth, on va interpretar el paper de Linda al curtmetratge Captain Fierce.

## Carrera
Amb el paper principal de Princesa Ciri (nom complet: Ciril·la Fiona Elen Riannon de Cintra), Freya protagonitza, al costat de Henry Cavill, l'adaptació de Netflix de The Witcher, una sèrie dramàtica de fantasia creada per Lauren Schmidt Hissrich a partir de la sèrie de llibres The Witcher de l'escriptor polonès Andrzej Sapkowski. Freya va viure a Budapest, Hongria durant 8 mesos, mentre la sèrie estava sent filmada. Allan ha protagonitzat la segona temporada de The Witcher, que es va produir a Londres a la primeria del 2020, i debutà el 2021.

## Filmografia
| Any          | Títol                 | Paper               | Notes                          |
| ------------ | --------------------- | ------------------- | ------------------------------ |
| 2017         | Bluebird              | Danny               | Curtmetratge                   |
| 2017         | The Christmas Tree    | Noia arbre de Nadal | Curtmetratge                   |
| 2017         | Captain Fierce        | Linda               | Curtmetratge                   |
| 2018         | Into the Badlands     | Minerva jove        | 1 episodi                      |
| 2019         | The War of the Worlds | Mary                | 1 episodi                      |
| 2019–present | The Witcher           | Ciri                | Paper protagonista; 8 episodis |
| 2021         | Gunpowder Milkshake   | Eva jove            | Pel·lícula                     |
| 2020         | The Third Day         | Karli               | Mini-sèrie; 5 episodis         |

## Premis i nominacions
| Any  | Premi         | Categoria                                                          | Obra nominada | Resultat | Ref   |
| ---- | ------------- | ------------------------------------------------------------------ | ------------- | -------- | ----- |
| 2021 | Premis Saturn | Millor actuació per part d'un actor jove en una sèrie de televisió | The Witcher   | Nominada | [ 8 ] |